# Varize-Vaudoncourt
Varize-Vaudoncourt (deutsch Waibelskirchen-Wieblingen) ist eine französische Gemeinde mit 501 Einwohnern (Stand 1. Januar 2022) im Département Moselle in der Region Grand Est (bis 2015 Lothringen).

## Geographie
Varize liegt an der Deutschen Nied, etwa 20 Kilometer östlich von Metz, sechs Kilometer südlich von Bolchen und acht Kilometer  nordöstlich von Pange.

## Geschichte
Der Ort wurde 893 erstmals als Wibilis Kiricha erwähnt.
Varize (Waibelskirchen, lothr. Wibelskirch)  gehörte früher zum Herzogtum Lothringen und lag 1756 im deutschsprachigen Teil Lothringens. 1766 wurde der Ort Frankreich einverleibt.
Durch den Frankfurter Frieden vom 10. Mai 1871 kam die Region an das deutsche Reichsland Elsaß-Lothringen, und das Dorf Waibelskirchen wurde dem Kreis Bolchen im Bezirk Lothringen zugeordnet. Die Dorfbewohner betrieben Getreide-, Wein-, Obst und Tabakanbau.
Der Nachbarort Wieblingen, der früher ebenfalls zum Herzogtum Lothringen gehört hatte,  wurde dem Landkreis Metz zugeordnet. Hier betrieben die Dorfbewohner Wein-, Tabak-, Obst- und Gemüsebau. Französisch blieb in beiden Orten Amts- und Umgangssprache.
Nach dem Ersten Weltkrieg musste die Region aufgrund der Bestimmungen des Versailler Vertrags 1919 an Frankreich abgetreten werden und wurde Teil des Département Moselle.
Im Zweiten Weltkrieg war die Region von der deutschen Wehrmacht besetzt.
Am 1. Dezember 1973 wurde der westlich gelegene Nachbarort Vaudoncourt (Wieblingen) eingemeindet, zu dem die südlich gelegenen Weiler Plappecourt (Peplingen) und Léoviller (Lauweiler) gehören. Vaudoncourt wurde 1769 Frankreich einverleibt, vorher war es Teil der österreichischen Exklave Rollingen.
Nach einer Befragung der Gemeindebürger verordnete der Präfekt des Départements Moselle (Arr. 2015-DCTAJ-013 vom 24. Februar 2015) eine Umbenennung der Gemeinde in Varize-Vaudoncourt.

### Bevölkerungsentwicklung
| Jahr      | 1962 | 1968 | 1975 | 1982 | 1990 | 1999 | 2007 | 2018 |
| Einwohner | 326  | 345  | 281  | 371  | 452  | 440  | 488  | 537  |

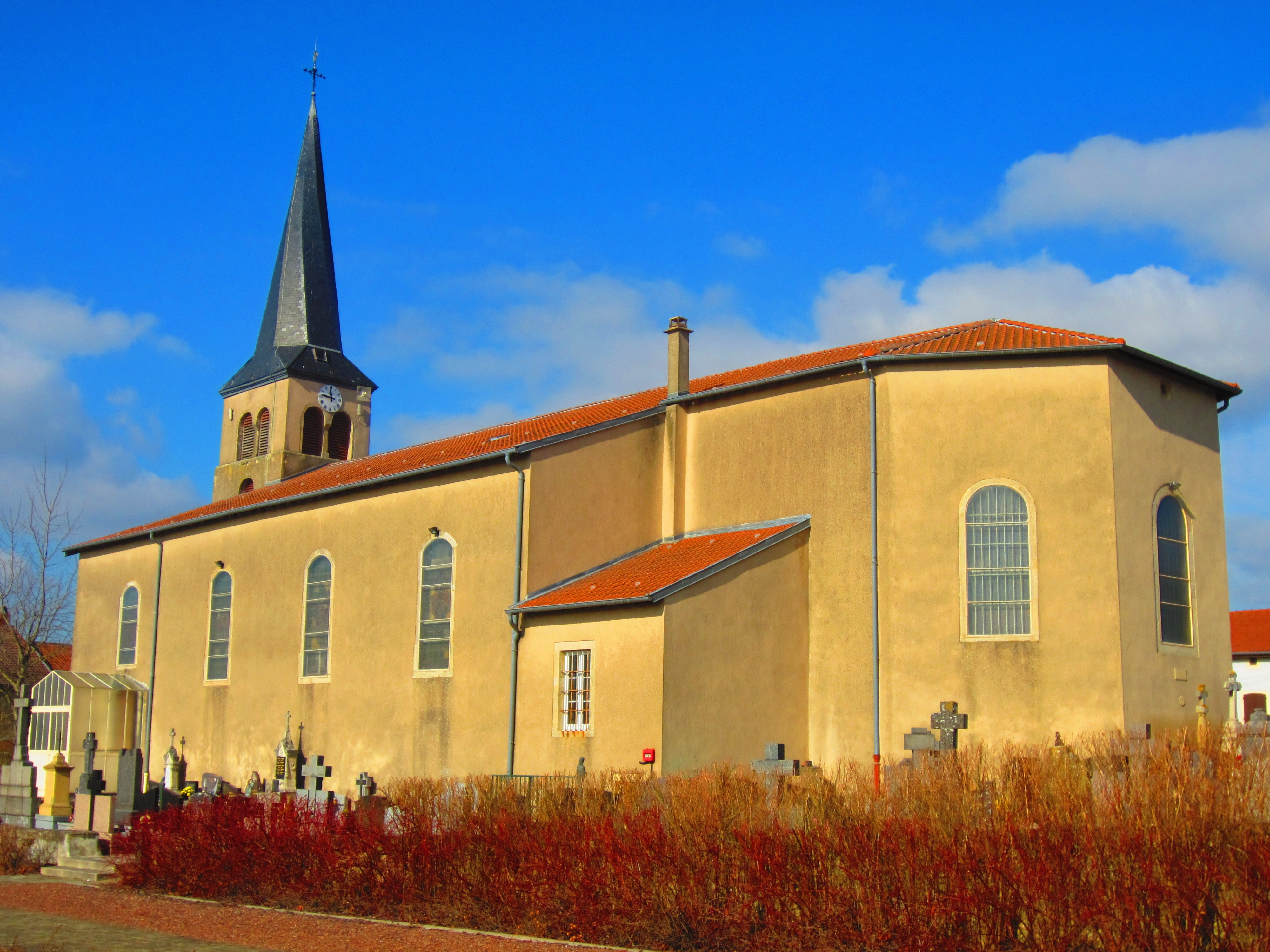
Kirche St. Martin
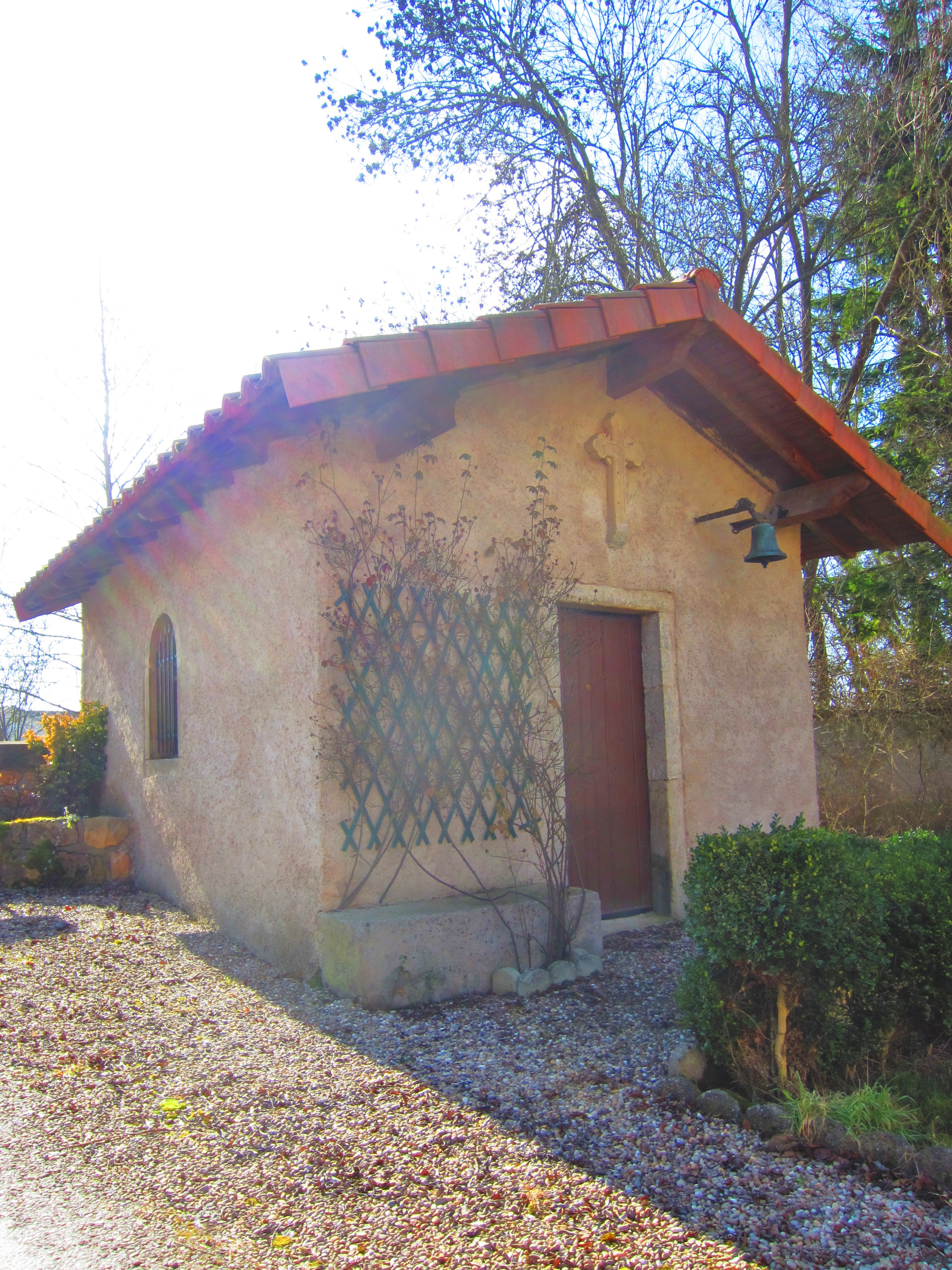
Kapelle in Basse Cour
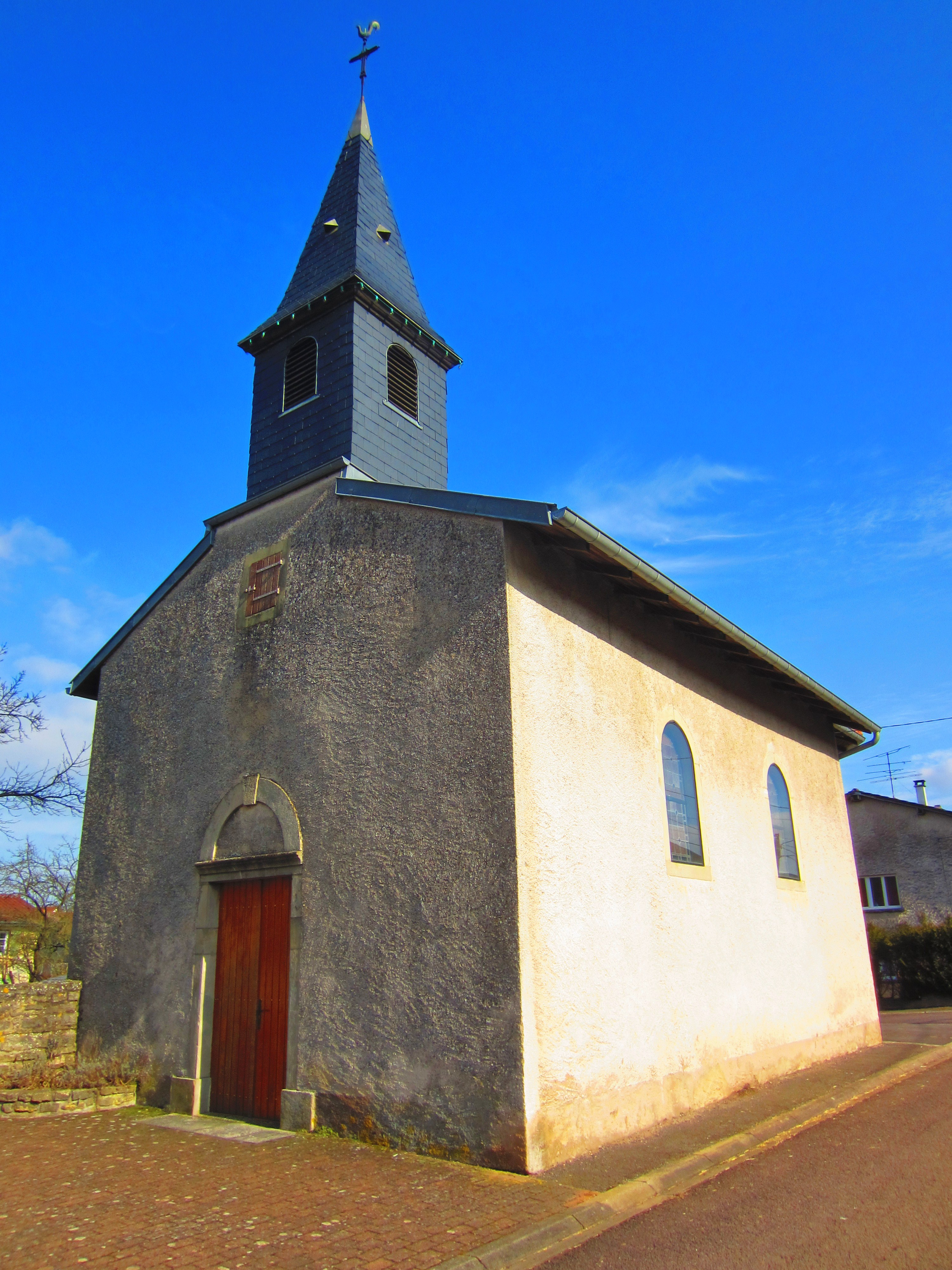
Kapelle Notre-Dame